# Йоганн Альбрехт фон Корф
Барон Йоганн Альбрехт фон Корф (1697-1766) — російський дипломат, президент Петербурзької академії наук (1734–1740).
Родом із Курляндії, висунувся завдяки своїй службі при дворі курляндської герцогині (потім російської імператриці) Анни Іоанівни. З 1740 року був російським посланником у Копенгагені. Його бібліотека (до 36 000 томів) була куплена для цесаревича великого князя Павла Петровича, потім вона перейшла до цесаревича Костянтина Павловича.

## Біографія

### Молоді роки
Йоганн Альбрехт Корф народився 30 листопада 1697 в Курляндському герцогстві, мизі Ренгенгоф в сім'ї, що належала до небагатого, але древнього дворянського роду фон Корф. Як і більшість представників знаті, спочатку він навчався у батьківському домі, але, побачивши явне небажання сина осягати науки, батько вирішив віддати його на військову службу. Перед перспективою потрапити в сувору обстановку тодішньої прусської армії в молодій людині несподівано прокинулася енергія та потяг до знань. Через два роки Корф вже зміг вступити до Єнського університету і блискуче закінчив у ньому курс.
Незабаром після повернення з університету молодого барона призначили камер-юнкером до двору курляндської герцогині Анни Іоанівни, а в 1728 відправлений до Москви клопотати про додаток до пенсії, яку герцогиня отримувала від російського двору. В 1730 Корф переїхав до Москви у званні камер-юнкера російського двору у свиті Анни Іоанівни, що стала російською імператрицею. Того ж року імператриця відправила його в Курляндію клопотати про занесення прізвища Бірона до курляндських дворян..
У 1731 році Корф став дійсним камергером. У 1732 році його знову відправили в Курляндію, щоб підготувати ґрунт до обрання Бірона в герцоги Курляндські. Корф провів у Курляндії два роки та влаштував усе якнайкраще.

### На чолі Академії наук
Бірон недолюблював Корфа і, вбачаючи в ньому суперника, намагався видалити його від двору. Першим кроком до здійснення біронівського плану було призначення Корфа «головним Академії командиром», яке відбулося у вересні 1734 року. У рескрипті від 18 вересня 1734 року йшлося про те, що на нього покладено обов'язок «до указу відати та управляти Санкт-Перебурзькою Академією наук».
В особі Корфа Академія отримала керівником широко освіченого, пристрасного книголюба. Власні наукові інтереси нового президента лежали головним чином у галузі історії прибалтійських провінцій, однак і питання природознавства були йому не чужі. Барон Корф був відомий членам Академії. Даніель Бернуллі писав Л. Ейлеру 18 грудня 1734: «Академії пощастило отримати директором людину, яка сама володіє науками. Хороший генерал повинен бути й хорошим солдатом».
Через хворобу Корф не одразу вступив на посаду. Вперше він відвідав збори Конференції Академії тільки 11 листопада. Відразу після вступу на посаду Корф взявся за наведення належного порядку у ввіреній йому установі. У січні 1735 Корф ввів посаду «нотаріуса» для ведення протоколів Конференції. Заходи, вжиті Корфом мали послабити владу Канцелярії та бібліотекаря Шумахера, який стояв на її чолі, над ученими. Однак завдяки зв'язкам і майстерно розіграним інтригам Шумахер ще довго зберігав у своїх руках значну владу в Академії.
Від самого початку служби в Академії Корф старанно відвідував академічні засідання, причому він не просто був присутній, а по-справжньому керував їхньою роботою: повідомляв свої розпорядження, розподіляв доручення, вказував, як вести протоколи (які відтоді писали німецькою мовою), як утримувати в порядку архів, як підписувати статті, як знімати копії, запитував думки професорів із різних організаційних питань, але остаточне рішення завжди виносив сам.
На перших же засіданнях, на яких був присутній Корф, було вирішено багато питань, які до того застрягли в довгих обговореннях. Зокрема, 25 листопада 1734 року він доручив Бекенштейну, знавцю геральдики, розробити проєкт академічної печатки. Уже в середині грудня того ж року Бекенштейн представив на Конференції кілька проєктів малюнка друку. Зупинивши свій вибір на одному з них, барон Корф подав 4 лютого 1735 доповідь на ім'я імператриці Анни Іоанівни, до якої був доданий малюнок печатки, виконаний фарбами на пергаменті живописцем Г. Гзелем та його дружиною. Доповідь була затверджена 13 лютого 1735 року. З цього часу Академія наук користувалася своєю печаткою аж до 1799 року, і пізніше з 1908 по 1917 роки.
Піклуючись про підняття престижу Академії та якості її видань, 22 грудня 1734 Корф наказав, щоб усі публіковані Академією твори та гравюри піддавалися попередньому розгляду на академічних засіданнях. Президент звернув увагу академіків на недоліки в «Примітках», що видавалися при «Санкт-Петербурзьких відомостях», і запропонував вченим «потурбуватися про доставлення статей для приміщення там». Крім того, 7 лютого 1735 Корф ухвалив, щоб «на майбутній час всі академіки неодмінно одержували „Санкт-петербурзькі відомості“ безоплатно».
Швидко увійшовши в курс академічних справ, Корф зрозумів, що для наведення істинного порядку у ввіреній йому установі бракує найголовнішого — Регламенту. Якби такий був у Академії, він чітко визначив би статус установи, її штат, бюджет, взаємодію всіх її структур. Проєкт Петра Великого, узятий за основу при створенні Академії наук, був складений ще до початку її діяльності, і тому не міг врахувати реального стану справ. Корф почав роботу над створенням нового Регламенту в листопаді 1734 року.
Здібності І. А. Корфа як організатора науки проявилися під час заснування ним Російських зборів, Математичної конференції та Географічного департаменту. Це були перші спроби об'єднання вчених, які працюють за однією спеціальністю, створення творчих колективів, що розв'язують спільну проблему. Фактично це був перший досвід організації російської науки за галузями знань.
З приходом в Академію наук І. А. Корфа знову пожвавилося листування з іноземними вченими. З перших засідань за його участю стало помітним прагнення надати міжнародним зв'язкам офіційного характеру.
У роки президентства Корфа, часто завдяки його особистим знайомствам, було значно розширено книжковий обмін, налагоджено зв'язки з науковими журналами європейських країн, сформовано інститут іноземних членів, закріплений Регламентом Академії наук 1747 року. Усе це значно підвищило науковий престиж Санкт-Петербурзької Академії, оскільки праці російських учених ставали надбанням європейської науки.
Піклуючись про Академію як наукову установу, президент не залишав поза увагою і другий бік її діяльності — навчальний. У поданні Сенату 24 січня 1735 Корф нагадав, що за задумом Петра Великого Академія наук заснована не тільки для подальшого вдосконалення наук, але і для поширення освіти в Росії, а тому клопотав про заснування при Академії семінарії на тридцять вихованців. У 1736 році за розпорядженням Корфа до Німеччини в Марбург до професора Х.Вольфу були направлені М. В. Ломоносов, Г. У. Рейзер і Д. І. Виноградов «оскільки це, мабуть, єдиний токмо є спосіб до отримання майстерних гірничих фізиків». За розпорядженням Корфа було опубліковано перший твір Ломоносова — «Ода взяття Хотина» (1739), надіслане йому з Марбурга.

### На дипломатичній ниві
За свідченням французького посланника де ла Шетарді, Бірон, який завжди шукав нагоди вигнати барона Корфа з двору, скористався як приводом дуеллю між Корфом і бароном Менгденом через фрейліну імператриці та племінницю графа Мініха Вільдеман, яка відмовилася вийти заміж за Корфа і віддала перевагу Менгдену. Видалення від двору не супроводжувалося будь-якими знаками немилості. 27 березня 1740 Корф року Корфа призначили наступником графа А. П. Бестужева-Рюміна на посаді надзвичайного посланника в Данії й Нижній Саксонії.
За дипломатичну діяльність Корфа 31 січня 1748 року було пожалувано в таємні радники, 9 березня 1762 року — в дійсні таємні радники. Його заслуги були відзначені орденами: в 1743 році орденом св. Анни, в 1744 році орденом св. Олександра Невського та у 1763 році орденом св. Андрія Первозванного.

### Смерть
Помер 7 квітня 1766 року, на 70-му році життя, в Данії. Після його смерті за розпорядженням його племінника Фіркса на його честь у Копенгагені було вибито срібну медаль. Помер неодруженим, не залишивши після себе нащадків. За розповідями сучасників, великі борги, що залишилися після його смерті, сталися переважно від надмірних витрат на жінок і на купівлю книг. Навіть між рідними Корф мав славу антирелігійної людини, і ці антирелігійні настрої зумовили негативне ставлення до нього імператорського двору.